# Тояма (префектура)
Тояма (яп. 富山県 Тояма-кэн) — префектура в Японии, расположена в районе Тюбу на острове Хонсю, Япония. Административный центр префектуры — город Тояма.
Площадь префектуры составляет 4247,61 км², население — 1 071 045 человек (1 июля 2014), плотность населения — 252,15 чел./км².
Тояма является главной промышленной префектурой на морском побережье Японии благодаря дешёвому электричеству. Заболевание «итай-итай» было впервые выявлено в Тояме в 1950-х годах.

## География

### Города
В префектуре Тояма расположено 10 городов:
| - Имидзу; - Куробэ; - Намэрикава; - Нанто; - Хими; | - Оябэ; - Такаока; - Тонами; - Тояма — административный центр; - Уодзу. |

### Посёлки и сёла
Посёлки и сёла в каждом уезде:
| - Уезд Наканиикава: - Камиити; - Татэяма; - Фунахаси; | - Уезд Симониикава: - Асахи; - Нюдзэн. |

## Символика
Эмблема префектуры была введена 27 декабря 1988 года. Зелёная линия в центре эмблемы образует символ хираганы «то» (яп. と), первый слог слова «Тояма», а горы символизируют стремящуюся вверх, постоянно развивающуюся префектуру.
Цветком префектуры 22 марта 1954 года выбрали тюльпан, деревом — криптомерию Татэяма (1 октября 1966), птицей — тундряную куропатку (3 ноября 1961), а животным — японскую антилопу (4 октября 1946). Рыбой стала 12 октября 1996 лакедра желтохвостая. Помимо этих символов в префектуре утверждены 12 октября 1996 года обитатели моря: белая креветка и кальмар-светлячок.

## Туризм
- Tateyama Kurobe Alpine